# 佐藤慶太郎

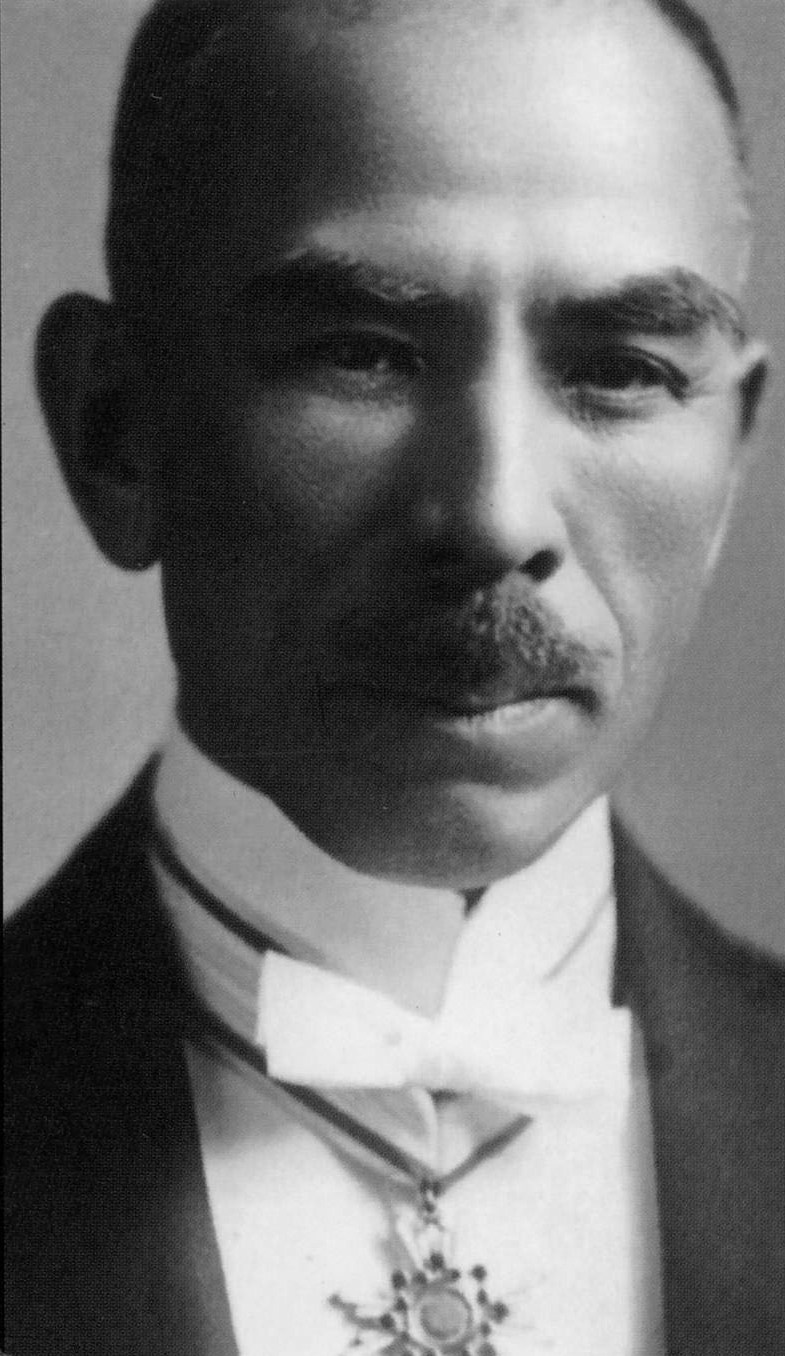
佐藤慶太郎

佐藤 慶太郎（さとう けいたろう、1868年11月22日〈明治元年10月9日〉 – 1940年（昭和15年）1月17日）は、福岡県出身の実業家・慈善家。「富んだまま死ぬのは不名誉なことだ」を信条とし、寄附行為を行った。

## 経歴
1868年（明治元年）佐藤孔作の長男として筑前国遠賀郡陣原村（現・福岡県北九州市八幡西区陣原（じんのはる））に出生。
1886年（明治19年）、福岡県立英語専修修猷館（現・修猷館高等学校）に入学する。その後、法律家を志し修猷館を中退し、明治法律学校（現・明治大学）に入学した。
卒業後、帰郷し筑豊炭田の積出港であった福岡県遠賀郡若松町において石炭商の仕事に従事、独立後に炭鉱経営者として成功を収めた。しかし持病の胃腸病が悪化したため経営の第一線から退き、1918年（大正7年）に若松市会議長に就任した。
第一次世界大戦後の戦後恐慌下、石炭鉱業連合会の設立構想を三井、三菱、古河等の財閥や有力者に熱心に説いてまわり、創設に尽力した。1921年（大正10年）、連合会創設のために上京した折り、目にした「時事新報」社説で、東京府美術館（現・東京都美術館）の建設計画が資金難のため頓挫しつつあることを知り、面識があった東京府知事阿部浩に即座に100万円（現在の約33億円相当）の寄付を申し出た。これにより、岡倉覚三（天心）や横山大観らの「美術館が欲しい」という明治以来の日本美術界の悲願が実現することとなった。
1922年（大正11年）、三菱鉱業の監査役に就任したのを契機に、事業を人に任せ20を超える要職から退いた。1934年（昭和9年）にそれまで居住していた若松市（現北九州市若松区）の邸宅を若松市に寄付し、温泉地である大分県別府市に移住、晩年を同地で過ごした。なお、若松の旧邸宅敷地は「佐藤公園」として利用され、記念碑ならびに胸像が設置されている。
佐藤は若いころにアメリカの実業家カーネギーの伝記を読んで感銘を受け、彼の言葉「富んだまま死ぬのは不名誉なことだ」( The man who dies rich, dies disgraced )を信条としていた。1935年（昭和10年）、寄付金150万円により、財団法人大日本生活協会を設立し、衣食住、家庭経済、風俗習慣などの改善研究を行い、実験設備として生活訓練所、児童研究所、模範部落建設、教育機関を通じて新生活指導者を養成するほか新興生活実行組合を全国に作るという大掛りな構想を発表した。その拠点として1937年（昭和12年）に「佐藤新興生活館」（現・山の上ホテル本館）を建設した。
また、貧困により医薬が購入できない人への救済組織として「財団法人若松救療会」などを設置したり、「福岡農士学校」開設にも協力するなど、「美しい生活とは何か」を希求し続け、食生活や農村の改善、女子教育の向上にも尽力した。優秀な若者には奨学金を提供し、先見性のある医師や社会活動家に支援を惜しまず、日本の芸術文化と生活文化の双方に寄与した。その社会奉仕の功績を顕彰し、その精神を未来に継承する芸術文化活動や生活文化活動を奨励しようという「佐藤慶太郎顕彰会」が齊藤泰嘉筑波大学教授らにより設立されている。

## 関連リンク
- 佐藤慶太郎（西日本シティ銀行サイト）